# Vuk – Den lilla rävungen
Vuk – Den lilla rävungen, även Vuk – rävungen (ungerska: Vuk) är en animerad långfilm från 1981, baserad på romanen Vuk (1965) av István Fekete. Filmen regisserades av Attila Dargay och producerades av György Budai och István Imre efter ett manus av Attila Dargay, István Imre och Ede Tarbay. Musiken skrevs av Péter Wolf. Filmen producerades av Pannonia Film Studio och distribuerades av MOKÉP. Filmen har givits ut på video i Sverige.

## Handling
När rävungen Vuk kommer ifrån sin familj tas han om hand av sin släkting Karak. Han lär sig av honom om rävlivets alla mödor bland skogens djur och människojägare.

## Rollista
- Bitskey Tibor — Berättare
- Pogány Judit — Vuk som barn, Vuks bröder
- Gyabronka József — Vuk som vuxen
- Csákányi László — Karak, den kloka räven, Vuks farbror/styvfar
- Földi Teri — Íny, Vuks mamma
- Szabó Gyula — Kag, Vuks pappa
- Kútvölgyi Erzsébet — Csele, Vuks flickvän
- Koltai Róbert — farbror Pista, släthyad jägare
- Szabó Sándor — jakthunden Vahúr
- Márton András — jakthunden Fickó, igelkotten Szú, trasten Füttyös
- Haumann Péter, Maros Gábor — berusade gäss
- Benedek Miklós — svanslösa räven Sut
- Bodrogi Gyula — gråa kråkan Rá
- Czigány Judit — katten Nyaú, höns (Mártons hustrur)
- Szabó Ottó — ugglan Hú
- Horváth Gyula — grodan Unka
- Zenthe Ferenc — tuppen Márton
- Füzessy Ottó — komondor
- Verebély Iván — ödlan Csúsz
- Győri Ilona — Pistas hustru
- Cserhalmi György, Horkai János, Szoó György — drivare
- Benkóczy Zoltán, Farkas Antal, Füzessy Ottó, Horkai János, Somogyvári Pál — jakthundar

### Svenska röster
- Bert-Åke Varg
- Tomas Bolme
- Åke Lindström
- Stig Engström
- Robert Sjöblom
- Benny Haag
- Mia Benson
- Elizabet Bolme
- Regissör — Kjelle Jansson[5][6]

## Uppföljare
En uppföljare till filmen planerades med titeln Vuk 2: A kis csavargó. Detta blev inte av på grund av brist på pengar och att regissören dog. Huvudpersonen i uppföljaren var planerad att vara en liten vit räv som är Vuks son.[8] Fyra testscener gjordes för filmen i Pannonia Film Studio.
2004 började György Gát förbereda för en uppföljare på filmen. Dargay föreslog då att den tidigare planen med Vuks son inte passade Gát, då han ville använda mer modern CGI-animation istället för den föråldrade manuella tekniken och modernisera filmmiljön. Dargay nekade sedan Gát rättigheterna till sina egna karaktärer på grund av oenighet om andemeningen i den nya filmen.
Uppföljaren Kis Vuk, som producerades av György Gát hade premiär 2008. Filmen blev dåligt mottagen på alla områden och misslyckades ekonomiskt. Attila Dargay dog 2009.

## Vuk-lekplats
Till minne av Attila Dargay och till barnens glädje skapades en Vuk-lekplats på Gellértberget i Budapest

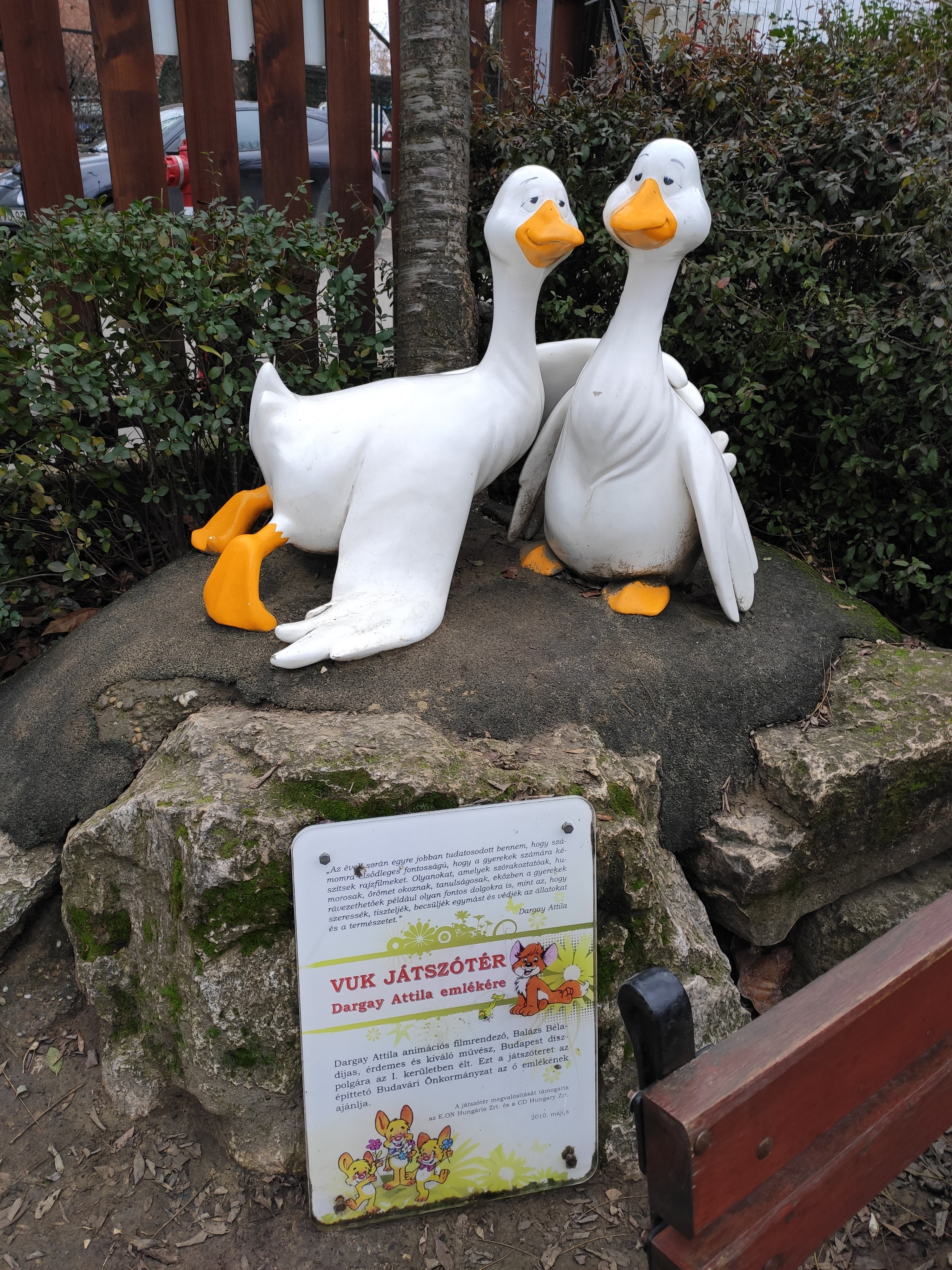
Részeges libák a Vuk játszótéren
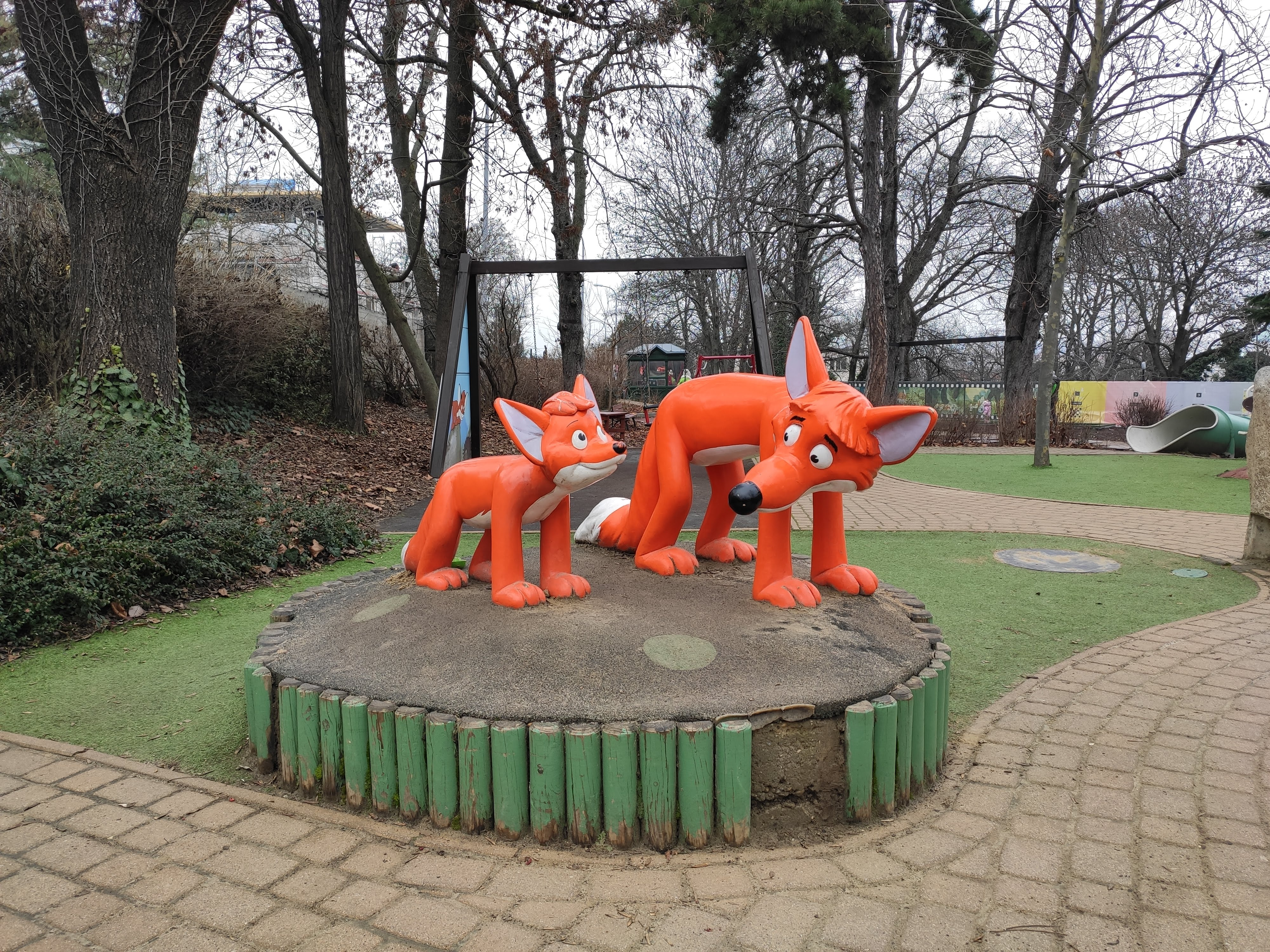
Vuk és Karak
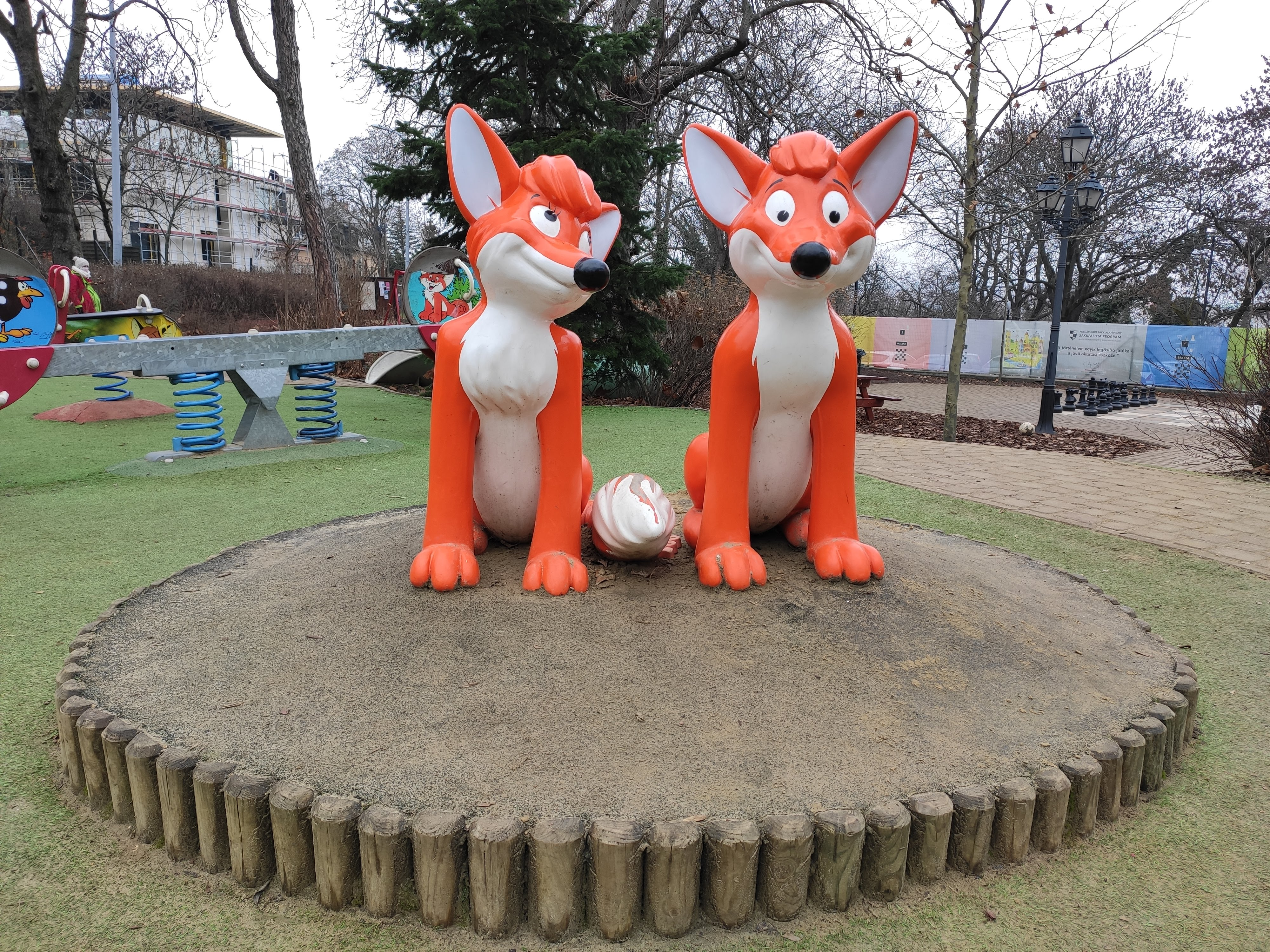
Vuk és a rókalány